# Streetlight Manifesto
Streetlight Manifesto est un groupe de ska punk américain, originaire d'East Brunswick Township, dans le New Jersey.

## Biographie

### Formation et débuts (2001–2003)
Plusieurs de ses membres (ou ex-membres) ont fait partie d'autres groupes : Catch 22 pour Tomas Kalnoky (qui y était chanteur, guitariste et compositeur), Jamie Egan, Mike Soprano et Josh Ansle, et One Cool Guy pour Stuart Karmatz, Pete Sibilia, Dan Ross, et Chris Paszik. Cette formation a subi au fil du temps de nombreux changements, et Tomas Kalnoky est en 2007 le seul survivant de la formation initiale.
Après avoir sorti leur première démo en 2002, le groupe se fait remarquer par le label Victory Records, qui édite aussi Catch 22. En 2003 sort leur premier album, Everything Goes Numb. Ce sera un succès, et on le retrouvera, trois ans après sa sortie, dans le top 100 des ventes du site Interpunk.com.

### Tournées (2004–2007)
En septembre 2004, Ansley annonce son départ pour se consacrer à une carrière d'acteur. Le départ suivant se fait avec Egan, le 22 janvier 2005, avant que Streetlight Manifesto ne débute la tournée Ska Is Dead 2, avec MU330 et les Voodoo Glow Skulls. Delano Bonner jouera de la trompette le même jour à la Rowan University de Glassboro, dans le New Jersey. Dan Ross souhaitait quitter le groupe après la tournée Ska Is Dead 2 mais est forcé de partir plus tôt à cause d'une crise familiale.
Après quelques tournées, le groupe sort en 2006 son deuxième album Keasbey Nights, où Kalnoky retravaille l'album de Catch 22 du même nom. À la sortie, on retrouve un album plus soft, moins rapide, et avec des cuivres mis davantage en avant que sur la version initiale.
Il y aurait des tensions entre Streetlight Manifesto et Catch 22, du fait de la présence de Tomas Kalnoky, qui a quitté Catch 22 pour poursuivre ses études. Ainsi, dans le morceau A Moment of Silence, on peut entendre : « If you hate me so much then stop singing my songs » (« Si vous me haïssez tant, arrêtez de chanter mes chansons »), ce qui pourrait viser Catch 22, pour qui Kanolky écrivait les textes. De même, dans les paroles de So Cold, de Catch 22, on peut lire : « I can't believe you're still mad about that, I can't believe you're still living in the past » (« Je ne peux pas croire que tu sois encore vexé pour ça, je ne peux pas croire que tu vives encore dans le passé »), peut-être à l'intention de Tomas Kalnoky. Plusieurs membres de Streetlight Manifesto ont fait partie du collectif Bandits of the Acoustic Revolution.[réf. nécessaire]

### Nouveaux albums (2007–2013)
Le deuxième album des Streetlight Manifesto, Somewhere in the Between, est publié en novembre 2007 chez Victory Records. L'album suivant, une collaboration intitulée 99 Songs of Revolution, comprend deux disques signés Streetlight Manifesto, et deux disques signés Bandits of the Acoustic Revolution. Il est publié le 16 mars 2010,.
Le 22 août 2012, le groupe annonce un nouvel album intitulé The Hands that Thieve. Il est initialement annoncé le 6 novembre 2012. Le 23 octobre, cependant, Tomas annonce sur leur page Facebook, qu'il sera repoussé à janvier 2013. Le 1er février 2013 à 6 heures CST, Victory Records ne respectera pas cette date de sortie. Le 15 février, Victory Records annonce la sortie de l'album pour le 30 avril 2013.  L'album filtre sans permission le 19 avril 2013. Il est généralement bien accueilli par la presse spécialisée. L'album possède un album jumeau fait par Toh Kay, titré du même nom. L'album possède les mêmes chansons, paroles, accords et chanteur que l'album de Streetlight Manifesto. Ce jumeau se caractéristique par son son acoustique et des chants doux. Cet album n'a jamais été publié par Victory Records.

### The End of the Beginning(depuis 2013)

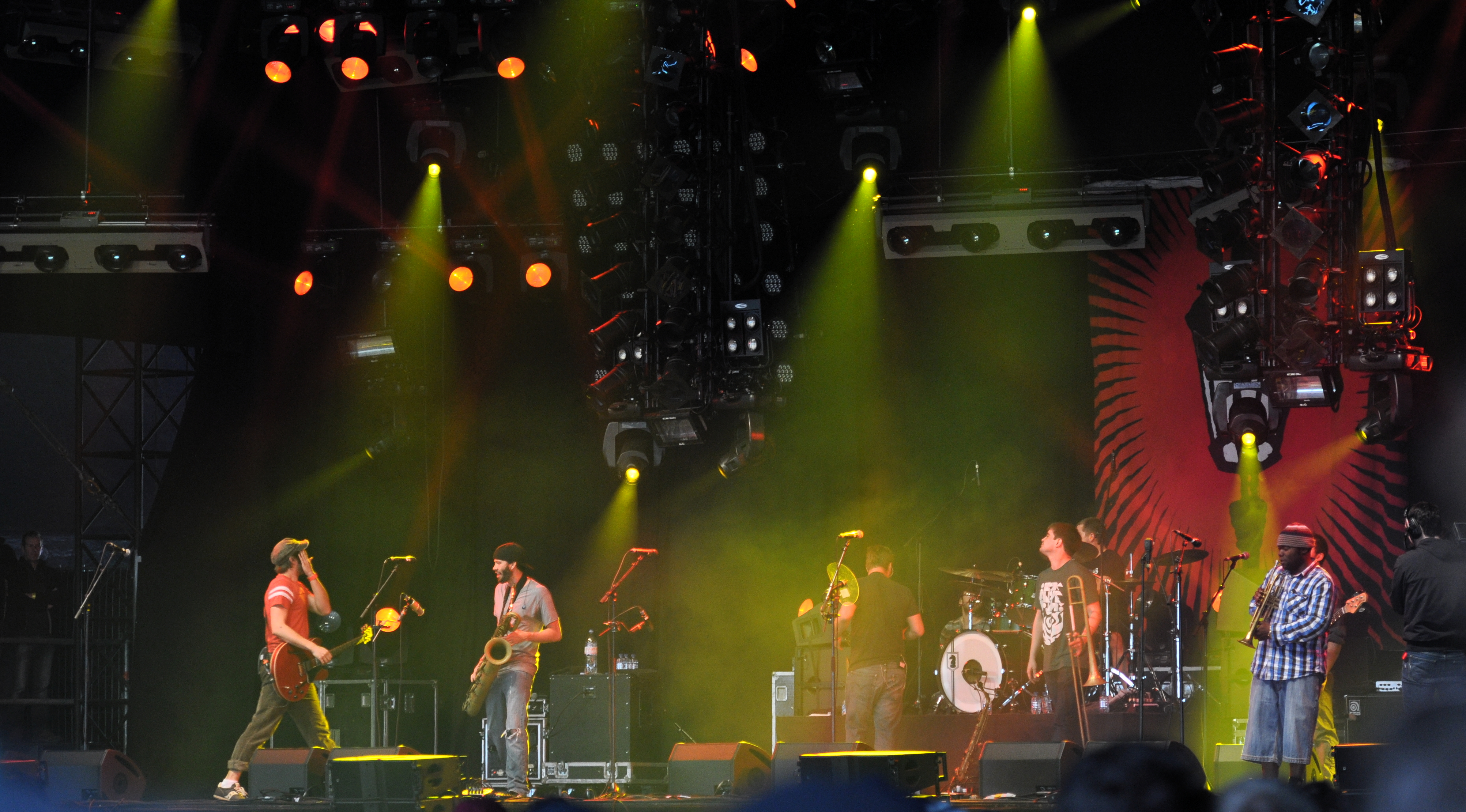
Streetlight Manifesto, au Groezrock en 2013.

Le 20 octobre 2015, après des années de disputes entre Streetlight Manifesto et Victory Records, un procès estimé à $1 000 000 dollars se fait contre Kalnoky.
Le 19 avril 2017, Streelight Manifesto et Victory Records annoncent conjointement le départ du groupe, et la sortie de versions remasterisées de leurs albums au sein du label
Le 9 avril 2025, Streetlight Manifesto annonce sur les réseaux sociaux leur nouvel album « The Place Behind The Stars ». La date de sortie est prévue le 24 juin 2025.

## Influences
Streetlight Manifesto a plusieurs sources d'inspiration. Par exemple, à la fin de la chanson If and When We Rise Again sur l'album Everything Goes Numb à partir de 3:20, elle contient une reprise de la chanson Hungarian Dances Number 5 écrit par Johannes Brahms en 1863.

## Membres

### Membres actuels
- Tomas Kalnoky – chant, guitare (depuis 2002)
- Jim Conti – chant, saxophone alto, saxophone ténor (depuis 2002)
- Chris Thatcher – batterie (depuis 2003)
- Mike Brown – saxophone baryton, saxophone alto, chœurs (depuis 2005)
- Pete McCullough – basse, chœurs  (depuis 2006)
- Karl Lyden  - trombone, chœurs (depuis 2015)
- Joshua Gawel – trompette (depuis 2023)

### Anciens membres
- Jamie Egan - trompette, trombone (2002-2005)
- Dan Ross - saxophone baryton (2002-2005), saxophones alto et ténor (2015; en tournée)
- Josh Ansley - basse (2002-2004)
- Pete Sibilia - saxophone ténor (2002)
- Stuart Karmatz - batterie (2002)
- Paul Lowndes - batterie (2002-2003)
- Mike Soprano - trombone, chœurs (2003-2010)
- Chris Paszik - basse (2004-2006)
- Delano Bonner - trompette (2005-2007)
- Nadav Nirenberg - trombone, chœurs (2010-2015)
- Matt Stewart (†) – trompette, chœurs  (depuis 2007)

## Discographie

### Albums studio
- 2003 : Everything Goes Numb (Victory Records)
- 2006 : Keasbey Nights (Victory Records)
- 2007 : Somewhere in the Between (Victory Records)
- 2010 : 99 Songs of Revolution (Victory Records)
- 2013 : The Hands that Thieve (Victory Records, Pentimento Music Co.)

### Démo
- 2002 Streetlight Manifesto